# Pingliang
Pingliang (cinese: 平凉; pinyin: Píngliáng) è una città-prefettura della Cina nella provincia del Gansu.

## Amministrazione
La prefettura amministra le seguenti suddivisioni:
- Distretto di Kongtong
- Huating
- Contea di Jingchuan
- Contea di Lingtai
- Contea di Chongxin
- Contea di Zhuanglang
- Contea di Jingning